# Anhalt-Bernburg
Anhalt-Bernburg là một Thân vương quốc của Đế chế La Mã Thần thánh và là một công quốc của Liên bang Rhein và Bang liên Đức. Nó được cai trị bởi các nhánh thuộc dòng Anhalt của Vương tộc Ascania, kinh đô được đặt tại Bernburg, thuộc Sachsen-Anhalt, Đức ngày nay. 
Thân vương quốc này được lập ra 2 lần, lần đầu tiên vào năm 1252, khi Bernhard, con trai thứ 2 của Heinrich I xứ Anhalt được chia cho lãnh thổ Bernburg sau khi cha mình qua đời và lập ra Thân vương quốc Anhalt-Bernburg đầu tiên, nó tồn cho đến năm 1468, sau cái chết không để lại người thừa tự của Bernhard VI dòng Anhalt-Bernburg đầu tiên bị tuyệt tự. Lãnh thổ được thừa kế bởi người họ hàng xa là Georg I xứ Anhalt-Zerbst. 
Năm 1603, Anhalt-Bernburg được tái lập, khi Bernburg được trao cho Christian con trai thứ 2 của Joachim Ernest xứ Anhalt. Năm 1803, Hoàng đế Franz II của Thánh chế La Mã đã phong cho Thân vương Alexius Friedrich Christian xứ Anhalt-Bernburg làm Công tước và năm 1806, Đạo luật Liên bang Rhein nâng nó lên thành công quốc. Năm 1812, Thân vương quốc Anhalt-Bernburg-Schaumburg-Hoym sáp nhập vào Anhalt-Bernburg. Năm 1847, Anhalt-Köthen-Plötzkau cũng trở về với Anhalt-Bernburg. 
Năm 1863, Công tước Alexander Karl xứ Anhalt-Bernburg qua đời mà không có con cái thừa kế nên Anhalt-Bernburg được thừa kế bởi người họ hàng xa của ông là Leopold IV xứ Anhalt-Dessau, các lãnh thổ của Nhà Anhalt đã được tái thống nhất lần thứ 3 sau 260 năm bị chia cắt bởi dòng Anhalt-Dessau, lập ra Công quốc Anhalt và nó tồn tại cho đến năm 1918. 